# Hitzone 2
TMF Hitzone 2 is een verzamelalbum. Het album, onderdeel van de serie Hitzone, werd op 17 april 1998 uitgegeven door de Nederlandse muziekzender TMF. TMF Hitzone 2 belandde op de 1e plaats in de Verzamelalbum Top 30 en wist deze positie vijf weken te behouden.

## Nummers
| Nr. | Titel                         | Uitvoerend artiest            | Duur |
| --- | ----------------------------- | ----------------------------- | ---- |
| 1.  | Coming Home                   | Roméo                         | 3:31 |
| 2.  | Up and Down                   | Vengaboys                     | 3:43 |
| 3.  | Together Again                | Janet Jackson                 | 4:02 |
| 4.  | All I Have to Give            | Backstreet Boys               | 3:46 |
| 5.  | Show Me Love                  | Robyn                         | 3:27 |
| 6.  | Torn                          | Natalie Imbruglia             | 3:56 |
| 7.  | La Primavera                  | Sash!                         | 3:33 |
| 8.  | Angels                        | Robbie Williams               | 4:23 |
| 9.  | Too Much                      | Spice Girls                   | 4:23 |
| 10. | When the Lights Go Out        | 5ive                          | 3:46 |
| 11. | Deeper                        | Serious Danger                | 3:52 |
| 12. | 5, 6, 7, 8                    | Steps                         | 3:21 |
| 13. | All Night All Right           | Peter Andre feat. Warren G    | 3:24 |
| 14. | Keep On Dancin' (Let's Go)    | Perpetual Motion              | 3:21 |
| 15. | Next 2 Me                     | Charly Lownoise & Mental Theo | 3:45 |
| 16. | Never Ever                    | All Saints                    | 4:57 |
| 17. | Fusion                        | Sven Väth                     | 3:29 |
| 18. | Formula                       | DJ Visage                     | 3:41 |
| 19. | Wanna Get Up                  | 2 Unlimited                   | 5:06 |
| 20. | Liefs uit Londen (bonustrack) | BLØF                          | 3:57 |